# Шейбей
Шейбей (азерб. Şəybəy) — село в Джебраильском районе Азербайджана, расположенное на левом берегу реки Чайлаг (левый приток реки Аракс) в 14 км к востоку от города Джебраил.

## Топонимика
Согласно «Энциклопедическому словарю топонимов Азербайджана», село изначально называлось Шафибейли и, согласно местному преданию, было основано выходцем из Иранского Азербайджана Шафи-беком. Позднее село стало называться Шейбей в честь сына Шафи-бека.

## История
Согласно местному преданию, село было основано выходцем из Иранского Азербайджана Шафи-беком.
В годы Российской империи село Шафи-беглу входило в состав Джебраильского уезда Елизаветпольской губернии.
В советские годы село входило в состав Джебраильского района Азербайджанской ССР. В результате Первой карабахской войны в августе 1993 года перешло под контроль непризнанной Нагорно-Карабахской Республики.
Вечером 3 октября президент Азербайджана Ильхам Алиев заявил, что азербайджанская армия заняла сёла Талыш в Тертерском, Мехдили, Чахырлы, Ашагы Маралян, Шейбей, Куйджак в Джебраильском и Ашагы Абдурахманлы в Физулинском районах Азербайджана. Ночью Министерство обороны Азербайджана официально подтвердило взятие данных сёл вооружёнными силами Азербайджана.  BBC сообщает, что все взятые, по данным Азербайджана, на юге сёла, судя по спутниковым снимкам, лежат в руинах и полностью или почти полностью заброшены с тех пор, как в начале 1990-х азербайджанское население их покинуло, спасаясь от наступавших армян.
7 октября 2020 года Министерство обороны Азербайджана опубликовало кадры, на которых, как утверждает, запечатлено село Шейбей под контролем Азербайджана.

## Население
По данным «Свода статистических данных о населении Закавказского края, извлеченных из посемейных списков 1886 года» в селе Шафи-беглу Куйджагского сельского округа Джебраильского уезда было 26 дымов и проживало 127 азербайджанцев (указаны как «татары»), которые были крестьянами.
По данным «Кавказского календаря» на 1912 год в селе Шафибеклу Карягинского уезда проживало 192 человека, в основном азербайджанцев, указанных в календаре как «татары».